# Blizzard Worldwide Invitational
Blizzard WorldWide Invitational (w skrócie nazywane WWI) – konferencja i turniej, organizowany przez Blizzard Entertainment w latach 2004–2008 poza granicami Stanów Zjednoczonych, mający na celu promocję gier komputerowych z uniwersów Warcraft, StarCraft i Diablo. W trakcie trwania imprezy odbywały się turnieje w StarCrafta, WarCrafta III, a później również w World of Warcraft. Blizzard oferował uczestnikom WWI grywalne dema gier znajdujących się wówczas w produkcji oraz różne inne aktywności związane z trzema głównymi seriami. Jak dotąd odbyły się cztery imprezy WWI, trzy w Korei Południowej i jedna we Francji.
Ponadto uczestnicy Blizzard Worldwide Invitational otrzymywali ekskluzywne dodatki do gier, m.in. Rękojeść Tyraela czy niebojowego zwierzaka do World of Warcraft. Natomiast na zakończenie konferencji miała miejsce ceremonia zamknięcia, na której występowali zaproszeni artyści, przykładowo w 2008 roku na WWI wystąpił zespół Level 80 Elite Tauren Chieftain (L80ETC), składający się z pracowników Blizzarda.
Podobnym wydarzeniem do Blizzard Worldwide Invitational jest coroczny BlizzCon, organizowany w Stanach Zjednoczonych od 2005 roku.

## Edycje Blizzard Worldwide Invitational
| Edycja   | Data                                              | Miejsce                                                         | Cena                                              | Główne zapowiedzi                                 | Klucze na beta testy                              | Możliwość zagrania w                                     |                                                   |
| -------- | ------------------------------------------------- | --------------------------------------------------------------- | ------------------------------------------------- | ------------------------------------------------- | ------------------------------------------------- | -------------------------------------------------------- | ------------------------------------------------- |
| WWI 2004 | 15–18 stycznia 2004                               | COEX Convention Center, Seul, Korea Południowa                  | Za darmo                                          | –                                                 | –                                                 | –                                                        |                                                   |
| WWI 2006 | 3–5 lutego 2006                                   | COEX Convention Center, Seul, Korea Południowa                  | Tylko zaproszenie                                 | –                                                 | –                                                 | World of Warcraft: The Burning Crusade, StarCraft: Ghost |                                                   |
| WWI 2007 | 19–20 maja 2007                                   | Olympic Gymnastics and Fencing Stadiums, Seul, Korea Południowa | Za darmo                                          | StarCraft II                                      | –                                                 | –                                                        |                                                   |
| WWI 2008 | 28–29 czerwca 2008                                | Porte de Versailles Exposition Center, Paryż, Francja           | 70€                                               | Diablo III                                        | World of Warcraft: Wrath of the Lich King         | StarCraft II, World of Warcraft: Wrath of the Lich King  |                                                   |
| WWI 2009 | Odwołany i połączony z konferencją BlizzCon 2009. | Odwołany i połączony z konferencją BlizzCon 2009.               | Odwołany i połączony z konferencją BlizzCon 2009. | Odwołany i połączony z konferencją BlizzCon 2009. | Odwołany i połączony z konferencją BlizzCon 2009. | Odwołany i połączony z konferencją BlizzCon 2009.        | Odwołany i połączony z konferencją BlizzCon 2009. |

## Blizzard Worldwide Invitational 2004
9 grudnia 2003 roku Blizzard zapowiedział pierwszą edycję WWI, która odbyła się w dniach 15–18 stycznia 2004 roku w COEX Convention Center w Seulu, w Korei Południowej. Główną atrakcją imprezy był, transmitowany w telewizji, turniej w Warcrafta III, w którym brali udział gracze z Azji, Ameryki Północnej i Europy; pula nagród wynosiła łącznie 40 000 dolarów. Ostatecznie turniej wygrał szwedzki gracz Fredrik Johansson, który zgarnął główną wygraną w wysokości 25 000 dolarów, pokonując Singapurczyka o pseudonimie "duckie". Ponadto podczas konferencji odbyły się spektakle teatralne i muzyczne, festiwal filmowy Blizzarda, jak równiej konkursy kostiumowe.

## Blizzard Worldwide Invitational 2006
17 stycznia 2006 roku zapowiedziano drugą konferencję Worldwide Invitational, która odbyła się w dniach 3–5 lutego 2006 roku w COEX Convention Center w Seulu. Podczas ceremonii otwarcia wystąpiły koreańskie zespoły popowe, w tym Jewelry, a następnie miało miejsce przemówienie wiceprezesa Blizzard Entertainment Franka Pearce'a.
W trakcie konferencji odbyły się turnieje w StarCrafta (udział brali tylko zaproszeni gracze) i Warcrafta III (Warcraft III Season 3 Finals); pula nagród w rozgrywkach wyniosła odpowiednio 15 000 i 16 000 dolarów. Turniej StarCraft wygrał Koreańczyk Kang "Nal_ra" Min, który pokonał swojego rodaka Honga "Yellow" Jina Hoe i zdobył 10,000 dolarów. Natomiast w finałach 3 sezonu Warcrafta III zwyciężył Koreańczyk Chun "Sweet" Jung Hee, pokonując Holendra Manuela "Grubby'ego" Schenkhuizena i zgarniając tym samym 10 000 dolarów.
Uczestnicy Blizzard Worldwide Invitational mieli możliwość zagrania w World of Warcraft: The Burning Crusade i StarCraft: Ghost. Natomiast w ostatnim dniu imprezy odbyła się ceremonia zamknięcia i ceremonia wręczenia nagród.

## Blizzard Worldwide Invitational 2007
7 marca 2007 roku Blizzard zapowiedział trzecią edycję WWI, która odbyła się 19 i 20 maja 2007 roku w Olympic Gymnastics and Fencing Stadiums w Seulu, w Korei Południowej. Podczas ceremonii otwarcia wystąpił prezes Blizzarda Michael Morhaime, który oficjalnie zapowiedział StarCrafta II (chwilę wcześniej zaprezentowano pierwszy Cinematic Trailer gry), a następnie główny projektant Dustin Browder pokazał i omówił film z rozgrywki.
W trakcie imprezy odbyły się również turnieje w StarCraft: Brood War i Warcraft III. Rozgrywki WWI StarCraft Tournament Finals wygrał Koreańczyk Kim "Bisu" Taek Yong, który pokonał swojego rodaka Ma "sAviOr'a" Jae Yoona i zdobył główną nagrodę 10 000 dolarów. Natomiast w finałach sezonu 5. w Warcrafta III zwyciężył Francuz Yoan "Tod" Merlo, pokonując Koreańczyka Cho "Fova" Daehui'a i zdobywając również 10 000 dolarów. Po raz pierwszy na WWI odbył się również turniej w World of Warcraft Arena Tournament, składający się wyłącznie z koreańskich graczy; rozgrywki te wygrał zawodnik o nicku "Notorious".
Podczas imprezy wystąpili koreańscy piosenkarze, m.in. słynny Psy, Lee Hyori, jak również Ivy, Maksimum Crew i Super Junior. Ponadto orkiestra Video Games Live przygotowała specjalny występ, podczas którego wykonali muzykę z Warcrafta, StarCrafta i World of Warcraft. Dla uczestników WWI przygotowano również wiele atrakcji, w tym konkursy kostiumowe czy panele dyskusyjne z deweloperami.

## Blizzard Worldwide Invitational 2008
11 lutego 2008 roku Blizzard zapowiedział czwartą (i ostatnią) edycję WWI, która odbyła się 28 i 29 czerwca 2008 roku w Porte de Versailles Exposition Center w Paryżu, we Francji. Blizzard Worldwide Invitational 2008 w porównaniu do wcześniejszych trzech edycji był płatny; bilety były sprzedawane 20 marca oraz dodatkowo 28 maja 2008 roku po cenie 70€/55£ i obejmowały dwa dni imprezy oraz wszystkie atrakcje z nią związane. Na ceremonii otwarcia pojawił się CEO Blizzarda Michael Morhaime, który oficjalnie zapowiedział Diablo III, a następnie główny projektant Jay Wilson pokazał i omówił demo gry.
W trakcie imprezy odbyły się również turnieje w StarCraft: Brood War, Warcraft III i World of Warcraft. Rozgrywki w StarCrafta wygrał Koreańczyk Song "Stork" Byung Goo, pokonując rodaka Yuma "Sea" Bo Sunga i zdobywając 11 000 dolarów. W turnieju Warcrafta III zwyciężył Koreańczyk JaeHo "Moon" Jang, który pokonał June "Lyn" Parka i również zdobył 11 000 dolarów, natomiast w World of Warcraft: The Burning Crusade Arena Tournament pierwsze miejsce zajął zespół "Council of Mages".
Uczestnicy Blizzard Worldwide Invitational mieli możliwość zagrania w aktualne wersje StarCrafta II i World of Warcraft: Wrath of the Lich King. Ponadto przygotowano wiele atrakcji, w tym panele dyskusyjne z deweloperami, aukcje gadżetów Blizzarda, konkursy kostiumowe, tańca i machinimy, zaś pracownicy spółki (artyści i deweloperzy) rozdawali autografy. Na imprezie pojawiła się również orkiestra Video Games Live, natomiast na ceremonii zamknięcia zagrał house band Level 80 Elite Tauren Chieftain (L80ETC), składający się z pracowników Blizzarda.

## Blizzard Worldwide Invitational 2009
28 kwietnia 2009 roku Blizzard podał, że piąta edycja WWI nie odbędzie się, ponieważ został on połączony z imprezą BlizzCon 2009. Wzmianka o tym znalazła się w zapowiedzi BlizzConu:

Blizzcon 2009 został zapowiedziany, będzie większy i lepszy niż poprzednie, tym razem zajmie powierzchnię całego Anaheim Convention Center. Sierpień 21–22 – zapamiętajcie tę datę. Bilety będą dostępne w sprzedaży już w wkrótce kupujcie je szybko, bo szybko się skończą. Nie będzie w tym roku Worldwide Invitational, będzie połączone z Blizzconem, więc będą większe turnieje, konkursy i obszary do grania w gry.